# Leonora Duarte
Leonora Duarte, född 1610, död 1678, var en italiensk kompositör. Hon producerade främst musik avsedd för violiner.